# Kołaczków (gromada)
Kołaczków – dawna gromada, czyli najmniejsza jednostka podziału terytorialnego Polskiej Rzeczypospolitej Ludowej w latach 1954–1972.
Gromady, z gromadzkimi radami narodowymi (GRN) jako organami władzy najniższego stopnia na wsi, funkcjonowały od reformy reorganizującej administrację wiejską przeprowadzonej jesienią 1954 do momentu ich zniesienia z dniem 1 stycznia 1973, tym samym wypierając organizację gminną w latach 1954–1972.
Gromadę Kołaczków z siedzibą GRN w Kołaczkowie utworzono – jako jedną z 8759 gromad na obszarze Polski – w powiecie ciechanowskim w woj. warszawskim, na mocy uchwały nr VI/10/1/54 WRN w Warszawie z dnia 5 października 1954. W skład jednostki weszły obszary dotychczasowych gromad Kołaczków, Nowokrasne i Pałuki ze zniesionej gminy Opinogóra, obszary dotychczasowych gromad Kobylin-Jedyty i Łęki ze zniesionej gminy Gołymin oraz obszar dotychczasowej gromady Rembowo (z wyłączeniem wsi Rembówko) i miejscowość Wólka Łanięcka() z dotychczasowej gromady Klonowo ze zniesionej gminy Bartołdy w tymże powiecie. Dla gromady ustalono 15 członków gromadzkiej rady narodowej.
31 grudnia 1959 do gromady Kołaczków przyłączono wieś Nieradowo i kolonię Nieradowo-Dziarno ze znoszonej gromady Gogole Wielkie w tymże powiecie.
31 grudnia 1961 do gromady Kołaczków włączono wieś Grabowo Wielkie ze zniesionej gromady Zielona w tymże powiecie.
Gromada przetrwała do końca 1972 roku, czyli do kolejnej reformy gminnej.